# Puntate di I Am the Night
Le puntate della miniserie televisiva I Am the Night sono state trasmesse negli Stati Uniti dal 27 gennaio al 4 marzo 2019.
| N° | Titolo originale           | Titolo italiano | Prima TV USA     | Prima TV ITA |
| -- | -------------------------- | --------------- | ---------------- | ------------ |
| 1  | Pilot                      |                 | 27 gennaio 2019  | Inedito      |
| 2  | Phenomenon of Interference |                 | 4 febbraio 2019  | Inedito      |
| 3  | Dark Flower                |                 | 11 febbraio 2019 | Inedito      |
| 4  | Matador                    |                 | 18 febbraio 2019 | Inedito      |
| 5  | Alohaa                     |                 | 25 febbraio 2019 | Inedito      |
| 6  | Queen’s Gambit Accepted    |                 | 4 marzo 2019     | Inedito      |